# 胡托里 (切爾卡瑟區)
49°22′25″N 32°1′52″E / 49.37361°N 32.03111°E
胡托里（烏克蘭語：Хутори）是位於烏克蘭中部的村莊，由切爾卡瑟州切爾卡瑟區的切爾沃納-斯洛博達市鎮負責管轄。該村面積2.9平方公里，海拔高度91米，2007年人口2,422，人口密度每平方公里829.5人。